# Lista över utmärkelser som mottagits av Winston Churchill

Sir Winston Churchills personliga vapen

Winston Churchill (1874–1965) tog emot flera utmärkelser under sitt liv.

## Hedersmedborgarskap och potentiell hertig
År 1963 blev Churchill den första personen som mottog amerikanskt hedermedborgarskap. Betyget om detta togs emot Winstons son Randolph. Vid sidan av Moder Teresa var Churchill den enda personen som har mottagit utmärkelsen under sin livstid. Inalles har bara åtta personer nominerats till amerikanska hedersmedborgare.
År 1945 erbjöd kungen Georg VI Churchill hertigs titel (hertig av Dover) och nominering till strumpebandsorden. Churchill tackade dock nej till dem båda. Tio år senare drottningen Elizabeth II erbjöd honom hertigs titel igen. Denna gång skulle han ha blivit Londons hertig, vilket var oerhört eftersom det syftade till landets huvudstad. Churchill tackade nej igen men hade redan tidigare mottagit nominering till strumpebandsorden.

## Begravning
Då Churchill avled, gav Elizabeth II ett förordnande om att organisera statsbegravning. Tidigare har endast Horatio Nelson och Arthur Wellesley beviljats likadan äran. Nästa statsbegravning i Storbritannien ordnades för Elizabeth II år 2022.
Över en miljon människor besökte Churchills kista för att ta avsked. Minneshögtiden hölls i Sankt Paulskatedralen den 30 januari 1965. Av de 3000 gäster var fem monarker, 16 premiärminister och sex statschefer. Den televiserade minneshögtiden tog fyra timmar och kommenterades i sin helhet av Richard Dimbleby som berömdes rejält efteråt.

## Riddarordnar

### Brittiska
- riddare av Strumpebandsorden (1953)
- riddare av Förtjänstorden (1946)
- följeslagare av Order of the Companions of Honour (1922)
- Indiamedaljen (1895)
- Drottningens Sudanmedalj (1899)
- Drottningens Sydafrikamedalj (1901)
- 1914–15-stjärnan (1919)
- Britanniens krigsmedalj (1919)
- Segersmedaljen (1920)
- 1939–1945-stjärna (1945)
- Afrikastjärna (1945)
- Italienstjärna (1945)
- Frankrikes och Tysklands stjärna (1945)
- Försvarsmedalj (1945)
- War Medal 1939–1945 (1945)
- Kung Georg V:s kröningsmedalj (1911)
- Kung Georg V:s silverjubileumsmedalj (1935)
- Kung Georg VI:s kröningsmedalj (1937)
- Drottning Elizabeth II:s kröningsmedalj (1953)
- Territorial utmärkelse (1924)

Källa:

### Utländska
- rött kors av Militärförtjänstorden (Spanien, 1895)
- storkors av Leopoldsorden (Belgien, 1945)
- storkors av Nederländska Lejonorden (Nederländerna, 1946)
- storkors av Ekkronans orden (Luxemburg, 1946)
- storkors av Sankt Olavs orden (Norge, 1946)
- riddare av Elefantorden (Danmark, 1950)
- riddare av Franska befrielseorden (Frankrike, 1958)
- 1 klassen av Nepals stjärnas orden (Nepal, 1960)
- 1 klassen av Sayyid Muhammad ibn Ali as-Senussis orden (Libyen, 1962)
- Distinguished Service Medal (USA, 1919)
- 1 klassen i militärledarskap av Frihetskorset (Estland, 1925)
- Krigskorset med bronspalmblad (Belgien, 1945)
- Militärmedalj (Luxemburg, 1946)
- Militärmedalj (Frankrike, 1947)
- Krigskorset med bronspalmblad (Franrike)
- 1 klassen av Vita lejonets orden (Tjeckien, 2014, postum)[12]

Källa:

## Akademiska utmärkelser
| Land/ region  | Högskola                   | År   | Disciplin | Källa  |
| ------------- | -------------------------- | ---- | --------- | ------ |
| Nordirland    | Queen's University Belfast | 1926 | juridik   | [ 13 ] |
| Massachusetts | Harvard University         | 1943 | juridik   | [ 13 ] |
| New York      | University of Rochester    | 1941 | juridik   | [ 14 ] |
| Québec        | McGill University          | 1944 | juridik   | [ 15 ] |
| Skottland     | Universitetet i Aberdeen   | 1946 | juridik   | [ 16 ] |
| Missouri      | Westminster College        | 1946 | juridik   | [ 17 ] |
| Nederländerna | Universitetet i Leiden     | 1946 | –         | [ 18 ] |
| Danmark       | Köpenhamns universitet     | 1950 | filosofi  | [ 19 ] |

## Övriga
År 1953 mottog Churchill tog emot Nobelpriset i litteratur år 1953 och Karlspriset år 1955.